# Стефан Печерски
Свети Стефан Владимирски је био епископ владимирски и ученик Светог Теодосија Печерског.
Стефан је неко време био и игуман Печерске Лавре и потрудио се много око благочиног устројења монашког живота и око украшења храмова. Хришћани верују да хе враг распалио код монаха злобу против њега, те су га не само свргли са игуманства него су га и протерали из манастира. Међутим ускоро после тога он је изабран за епископа Владимирског. Као архијереј је управљао црквом до своје старости, а умро је 1094. године.
Српска православна црква слави га 27. априла по црквеном, а 10. маја по грегоријанском календару.